# Marienkapelle (Blenden)

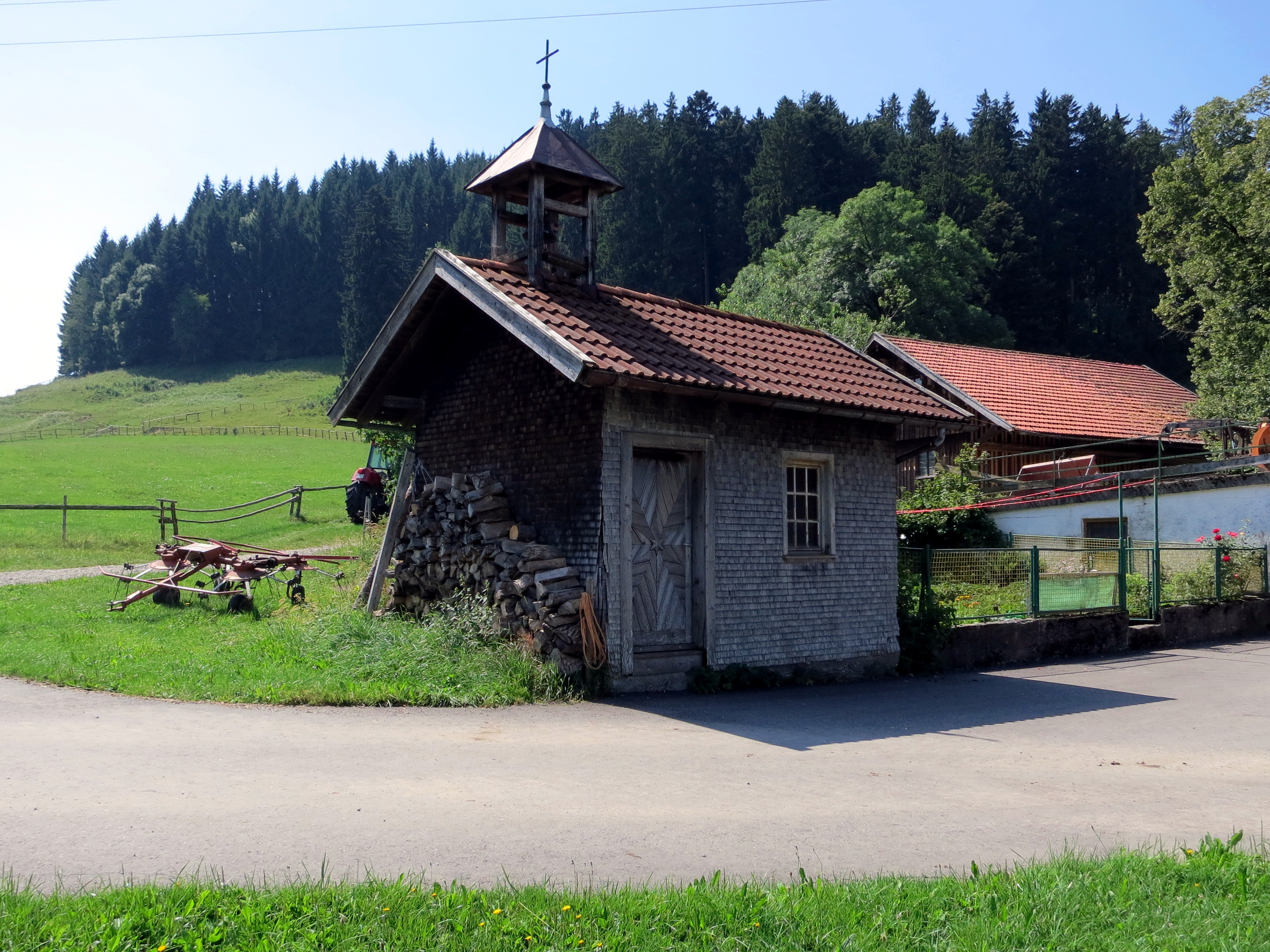
Kapelle in Blenden

Die römisch-katholische Marienkapelle befindet sich in Blenden, einem Ortsteil von Wiggensbach im Landkreis Oberallgäu (Bayern). Historische Ausstattungsstücke der um 1946 neu erbauten Kapelle stehen unter Denkmalschutz. Der kleine Kirchenbau wurde entsprechend der Vorgängerkapelle errichtet, jedoch an einem anderen Standort. In der Kapelle befindet sich eine kleine barocke Marienfigur.